# Піднесення (повість)
«Піднесення» (англ. Elevation) — повість американського письменника Стівена Кінґа, що вийшла у видавництві «Scribner» 30 жовтня 2018 року. Книга містить передрозділові ілюстрації Марка Едварда Ґеєра, який раніше проілюстрував перші видання Кінґових романів «Роза Марена» та «Зелена миля».

## Сюжет
Історія знову відбувається в містечку Касл-Рок. Один чоловік Скотт Кері стрімко починає худнути, притому не змінюючись зовні. Він не розуміє, що з ним відбувається, навіть місцевий лікар перед таким випадком мовчить…
У самого Скота проблем вистачає. В нього по сусідству живуть лесбійська пара. І постійно їхня собака гадить на газоні Скота.
По трохи Скотт доходить до висновку, що разом з його вагою втрачається гравітація і Скоту залишилось жити не дуже довго…
Вирішивши, перед смертю зробити щось правильне Скот вирішує налагодити справи з сусідами.
Перед індичим забігом він робить парі із сусідкою Дейрдре: якщо вона виграє у забігу, то він від них відчепиться, а якщо виграє він, то Дейрдре із дружиною Міссі прийдуть до нього на вечерю. Скот чудово випереджає учасників та тримається до кінця. Дейрдре на фіналі падає, але чоловік її піднімає й виставляє переможницею забігу та парі. Нова новина робить лесбійок популярними і в них збільшуються клієнтів у їх збанкрутілого ресторану «Свята квасоля». Пара попри порушення парі приходить до Скота у гості. І зразу Скот їм розповідає про зменшення ваги та гравітації.
І ось настає час, коли Скот важить пів фунта. Чоловік бере феєрверк і за допомогою друзів виходить на вулицю. Він злітає в небо запускаючи феєрверки та водночас підриваючи себе.

## Переклади українською
Українською мовою повість видало видавництво КСД у перекладі Володимира Куча в липні 2019 року:
- Стівен Кінг (2019). Піднесення. Пер. з англ.: Володимир Куч. Харків: КСД. с. 160. ISBN 978-617-12-6069-6. {{cite book}}: Недійсний |nopp=n (довідка)